# Estadio Olímpico de Roma
El Estadio Olímpico de Roma (Stadio Olimpico di Roma en italiano) es un estadio multipropósito, pero principalmente dedicado para la práctica del fútbol, situado en la ciudad de Roma, capital de la región de Lacio y de Italia. Sirve de sede habitual a la A.S. Roma y a la S.S. Lazio, cuyos simpatizantes ocupan la tribuna sur y norte respectivamente. Fue la sede principal de los Juegos Olímpicos de 1960 y de la final de la Copa Mundial de Fútbol de 1990.

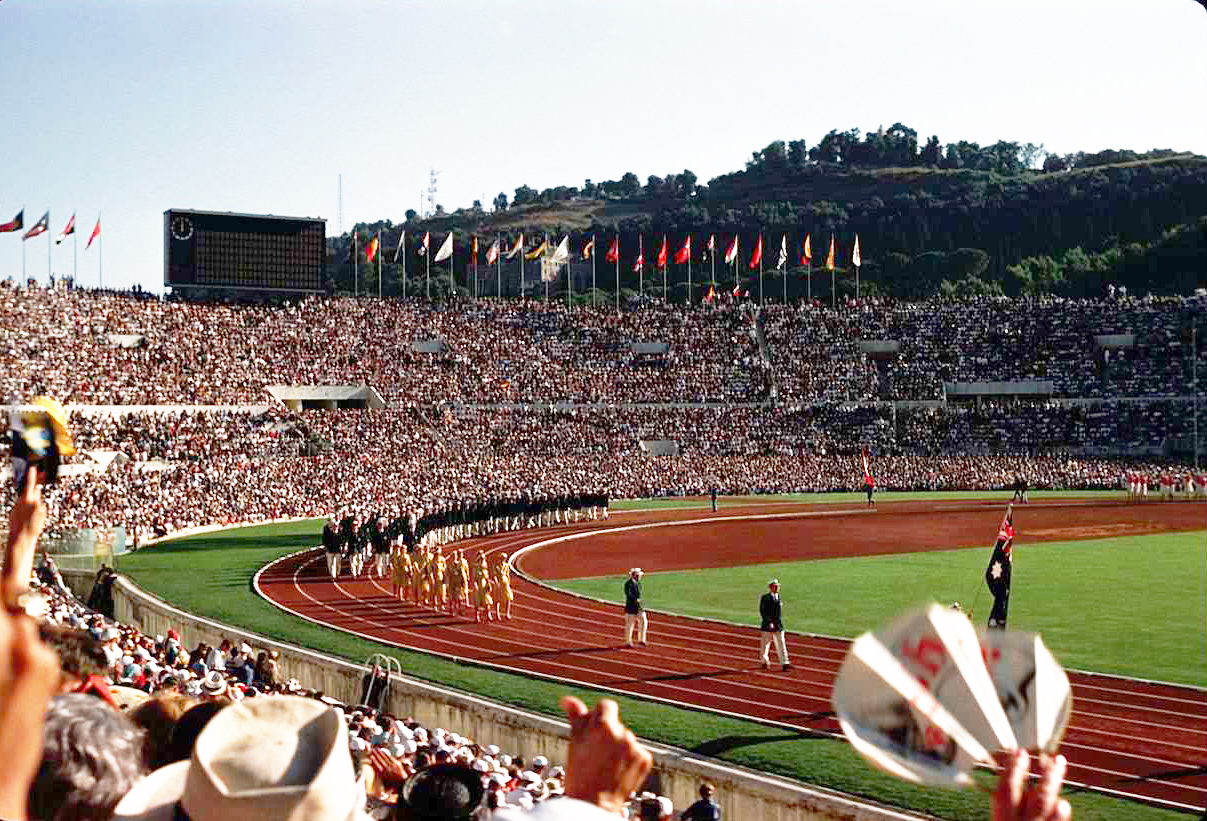
Apertura de los Juegos Olímpicos de Roma 1960.

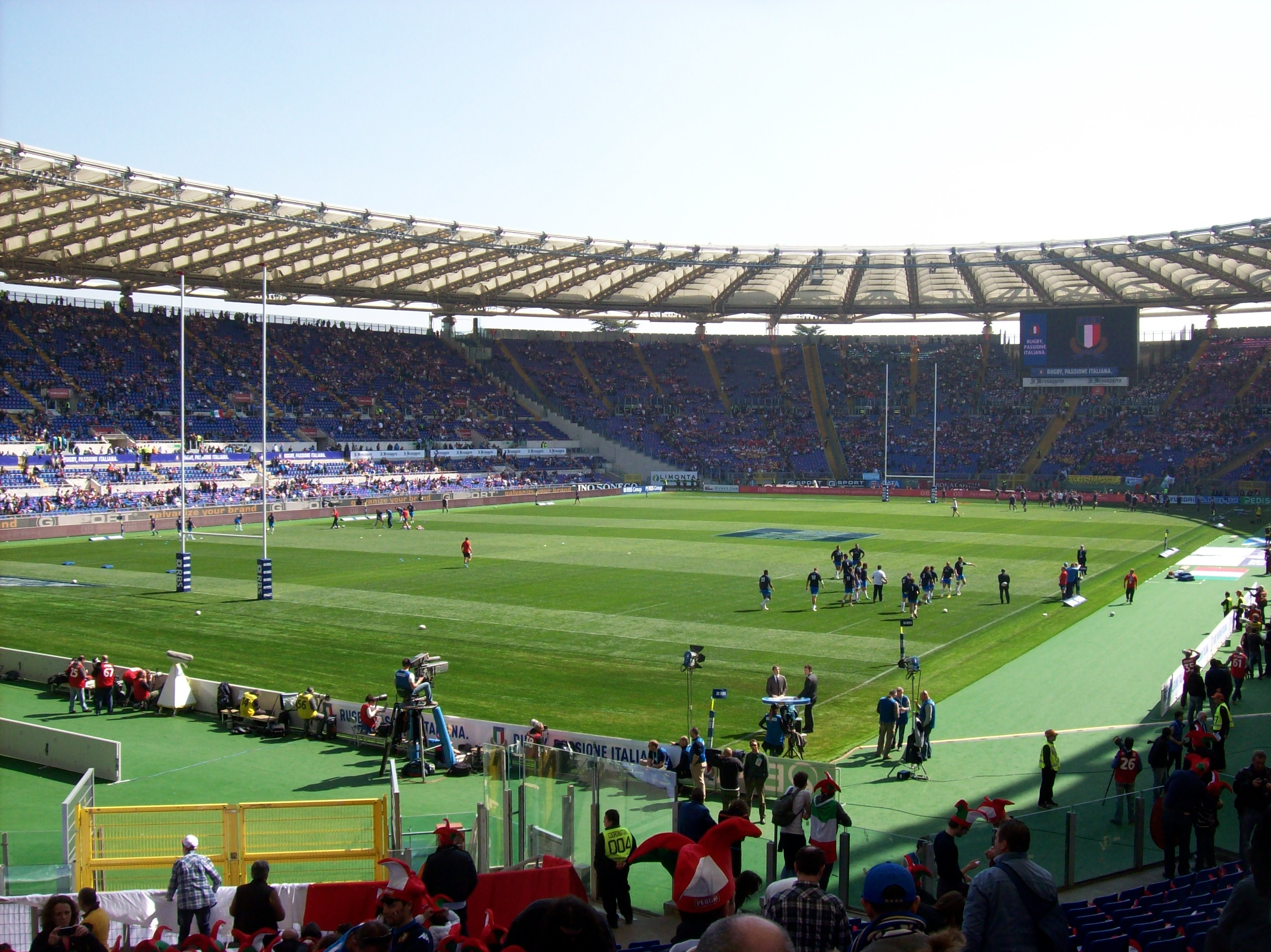
Partido de rugby en el Olímpico.

Ideado en 1927 y originariamente llamado «Stadio dei Cipressi» (en español: 'Estadio de los Cipreses'), fue proyectado y construido en el marco del proyecto de creación de una auténtica ciudad de los deportes que se llamaría «Foro Mussolini» (y que después de la guerra se rebautizó como «Foro Itálico»). Los trabajos de construcción comenzaron en 1928 y terminaron en 1937 bajo la supervisión del arquitecto Luigi Walter Moretti.
En diciembre de 1950 fueron abiertas las canteras para la reconstrucción del Estadio Olímpico para adaptarlo a la capacidad de cien mil personas (por este motivo «Stadio dei Centomila», como era llamado hasta 1960) con miras a las XVII Olimpiadas. El estadio fue inaugurado el 17 de mayo de 1953 con el partido entre las selecciones nacionales de fútbol de Italia y Hungría.
Durante las Olimpiadas de 1960 el estadio fue sede de las ceremonias de apertura y clausura y de las competiciones atléticas.
Para ser sede del Mundial de fútbol de 1990, el Olímpico fue íntegramente demolido y reconstruido en hormigón armado; las curvas fueron aproximadas al campo en nueve metros. Las arquibancadas fueron integralmente protegidas por una cubierta blanca en estilo árabe y fueron colocados asientos de plástico azul y dos nuevos telones. Al finalizar los trabajos, la capacidad oficial era de 72 698 espectadores. Aquí se jugó la final de la Liga de Campeones de la UEFA 2008-09 el 27 de mayo de 2009 entre el F. C. Barcelona y el Manchester United, con victoria del equipo español por 2 a 0.
Es el cuarto de los estadios que albergaron los dos eventos deportivos más importantes del mundo, los Juegos Olímpicos y la Copa Mundial de Fútbol. En ambas ocasiones como escenario principal, en la ceremonia de inauguración de la justa veraniega y de la final del certamen futbolístico, un hito que comparte con seis inmuebles más.

## Eventos

### Eurocopa de 1968
- El Estadio Olímpico de Roma albergó tres partidos de la Eurocopa 1968.
| Fecha      | Selección  | Resultado | Selección       | Ronda           |
| ---------- | ---------- | --------- | --------------- | --------------- |
| 08-06-1968 | Inglaterra | 2–0       | Unión Soviética | Tercer puesto   |
| 08-06-1968 | Italia     | 1–1       | Yugoslavia      | Final           |
| 10-06-1968 | Italia     | 2–0       | Yugoslavia      | Desempate final |

### Eurocopa de 1980
- El Estadio Olímpico de Roma albergó cuatro partidos de la Eurocopa 1980.
| Fecha      | Selección        | Resultado | Selección        | Ronda   |
| ---------- | ---------------- | --------- | ---------------- | ------- |
| 11-06-1980 | Checoslovaquia   | 0–1       | Alemania Federal | Grupo A |
| 14-06-1980 | Grecia           | 1–3       | Checoslovaquia   | Grupo A |
| 18-06-1980 | Italia           | 0–0       | Bélgica          | Grupo B |
| 22-06-1980 | Alemania Federal | 2–1       | Bélgica          | Final   |

### Copa Mundial de Fútbol de 1990
- El Estadio Olímpico de Roma albergó seis partidos de la Copa Mundial de Fútbol de 1990.
| Fecha      | Selección | Resultado | Selección        | Ronda            |
| ---------- | --------- | --------- | ---------------- | ---------------- |
| 09-06-1990 | Italia    | 1–0       | Austria          | Grupo A          |
| 14-06-1990 | Italia    | 1–0       | Estados Unidos   | Grupo A          |
| 19-06-1990 | Italia    | 2–0       | Checoslovaquia   | Grupo A          |
| 25-06-1990 | Italia    | 2–0       | Uruguay          | Octavos de final |
| 30-06-1990 | Irlanda   | 0–1       | Italia           | Cuartos de final |
| 08-07-1990 | Argentina | 0–1       | Alemania Federal | Final            |

### Eurocopa 2020
- El Estadio Olímpico de Roma albergó cuatro partidos de la Eurocopa 2020.
| Fecha               | Selección #1 | Resultado | Selección #2 | Ronda                 | Espectadores |
| ------------------- | ------------ | --------- | ------------ | --------------------- | ------------ |
| 11 de junio de 2021 | Turquía      | 0–3       | Italia       | Primera fase, Grupo A | 12 916       |
| 16 de junio de 2021 | Italia       | 3–0       | Suiza        | Primera fase, Grupo A | 12 445       |
| 20 de junio de 2021 | Italia       | 1–0       | Gales        | Primera fase, Grupo A | 11 541       |
| 3 de julio de 2021  | Ucrania      | 0–4       | Inglaterra   | Cuartos de final      | 11 880       |

### Finales de Copa de Europa
| Fecha      | Equipo         | Resultado      | Equipo                   |
| ---------- | -------------- | -------------- | ------------------------ |
| 25-05-1977 | Liverpool      | 1–0            | Borussia Mönchengladbach |
| 30-05-1984 | Liverpool      | 1–1 (4-2 pen.) | Roma                     |
| 22-05-1996 | Ajax Ámsterdam | 1–1 (2-4 pen.) | Juventus                 |
| 27-05-2009 | Barcelona      | 2–0            | Mánchester United        |

### Final de Copa de la UEFA 1990-91
| Fecha      | Equipo | Resultado | Equipo                     |
| ---------- | ------ | --------- | -------------------------- |
| 22-05-1991 | Roma   | 1–0       | FC Internazionale (Vuelta) |

## Conciertos
En el estadio se han celebrado multitud de conciertos, entre los que destacan:
- 10 de marzo de 1987: Cyndi Lauper
- 7 de julio de 1997: Tina Turner
- 7 de julio de 2004: Eros Ramazzotti
- 10 de junio de 2005: R.E.M.
- 23 de julio de 2005: U2 - Vertigo Tour
- 16 de junio de 2006: Roger Waters - The Dark Side of the Moon Live
- 6 de agosto de 2006: Madonna - Confessions Tour
- 20 de junio de 2007: Iron Maiden, Motörhead, Machine Head y Mastodon
- 6 de julio de 2007: The Rolling Stones
- 21 de julio de 2007: George Michael
- 6 de septiembre de 2008: Madonna - Sticky & Sweet Tour
- 16 de diciembre de 2008: ill Niño
- 16 de junio de 2009: Depeche Mode - Tour of the Universe
- 8 de octubre de 2010: U2 - 360° Tour
- 12 de junio de 2012: Madonna - The MDNA Tour
- 14 de julio de 2012: Tiziano Ferro - L' Amore è una Cosa Semplice Tour
- 6 de julio de 2013: Muse - The 2nd Law Tour
- 11 de junio de 2016: Laura Pausini - Pausini Stadi Tour 2016
- 8 de julio de 2018: Beyoncé y Jay-Z